# Wellington Turman
Wellington Turman (Curitiba, Brasil, 22 de julio de 1996) es un artista marcial mixto brasileño que compite en la división de peso mediano de Ultimate Fighting Championship.

## Primeros años
Nació y creció en Curitiba, Brasil. Inicialmente comenzó a entrenar Muay Thai para perder peso, pero al ver nombres como Anderson Silva y Jon Jones en la UFC, necesitó emigrar a las MMA.

## Carrera en las artes marciales mixtas

### Inicios
El estreno en la categoría amateur tuvo lugar a los 17 años. Con cinco victorias en cinco combates en el cartel amateur, cumplió 18 años y decidió iniciar su carrera profesional.

### Ultimate Fighting Championship
Debutó en la UFC contra Karl Roberson el 13 de julio de 2019 en UFC Fight Night: de Randamie vs. Ladd. Perdió el combate por decisión dividida.
Se enfrentó a Markus Pérez el 16 de noviembre de 2019 en UFC Fight Night: Błachowicz vs. Jacaré. Ganó el combate por decisión unánime.
Se enfrentó a Andrew Sanchez el 8 de agosto de 2020 en UFC Fight Night: Lewis vs. Oleinik. Perdió el combate por KO en el primer asalto. Tras el combate, firmó un nuevo contrato con la UFC.
Se esperaba que se enfrentara a Sean Strickland el 31 de octubre de 2020 en UFC Fight Night: Hall vs. Silva. Sin embargo, el 29 de septiembre, se retiró debido a las secuelas del COVID-19 que lo incapacitaron para entrenar después de que su cuarentena de dos semanas terminara el 24 de septiembre de 2020.
Se esperaba que se enfrentara a Aliaskhab Khizriev el 6 de febrero de 2021 en UFC Fight Night: Overeem vs. Volkov. Sin embargo, se vio obligado a retirarse del combate, al diagnosticársele una neumonía.
Se enfrentó a Bruno Silva el 19 de junio de 2021 en UFC on ESPN: The Korean Zombie vs. Ige. Perdió el combate por KO en el primer asalto.
Se enfrentó a Sam Alvey el 28 de agosto de 2021 en UFC on ESPN: Barboza vs. Chikadze. Ganó el combate por decisión dividida.
Se esperaba que se enfrentara a Rodolfo Vieira el 22 de enero de 2022 en UFC 270. Sin embargo, después de que se viera obligado a retirarse por razones médicas, el combate se canceló.
Se enfrentó a Misha Cirkunov el 26 de febrero de 2022 en UFC Fight Night: Makhachev vs. Green. Ganó el combate por sumisión en el segundo asalto. Esta victoria le valió el premio a la Actuación de la Noche.
Se esperaba que se enfrentara a Julian Marquez el 18 de junio de 2022 en UFC Fight Night: Blaydes vs. Aspinall. Sin embargo, se retiró debido a una lesión en el hueso orbital y fue sustituido por Gregory Rodrigues.
Se enfrentó a Andre Petroski wl 12 de noviembre de 2022 en UFC 281. Perdió el combate por decisión unánime.

## Campeonatos y logros

### Artes marciales mixtas
- Ultimate Fighting Championship
  - Actuación de la Noche (una vez) vs. Misha Cirkunov[24]

## Récord en artes marciales mixtas
| Resultado | Récord | Oponente             | Método                                     | Evento                                 | Fecha                    | Ronda | Tiempo | Localización           | Notas |
| --------- | ------ | -------------------- | ------------------------------------------ | -------------------------------------- | ------------------------ | ----- | ------ | ---------------------- | --- |
| Derrota   | 18-6   | Andre Petroski       | Decisión (unánime)                         | UFC 281                                | 12 de noviembre de 2022  | 3     | 5:00   | Nueva York             | |
| Victoria  | 18-5   | Misha Cirkunov       | Sumisión (barra de brazo)                  | UFC Fight Night: Makhachev vs. Green   | 26 de febrero de 2022    | 2     | 1:29   | Las Vegas, Nevada      | |
| Victoria  | 17-5   | Sam Alvey            | Decisión (dividida)                        | UFC on ESPN: Barboza vs. Chikadze      | 28 de agosto de 2021     | 3     | 5:00   | Las Vegas, Nevada      | A Turman se le descontó dos veces un punto en el tercer asalto debido a los repetidos golpes en los ojos. |
| Derrota   | 16-5   | Bruno Silva          | KO (puñetazos)                             | UFC on ESPN: The Korean Zombie vs. Ige | 19 de junio de 2021      | 1     | 4:45   | Las Vegas, Nevada      | |
| Derrota   | 16-4   | Andrew Sanchez       | KO (puñetazo)                              | UFC Fight Night: Lewis vs. Oleinik     | 8 de agosto de 2020      | 1     | 4:14   | Las Vegas, Nevada      | |
| Victoria  | 16-3   | Markus Perez         | Decisión (unánime)                         | UFC Fight Night: Błachowicz vs. Jacaré | 16 de noviembre de 2019  | 3     | 5:00   | São Paulo              | |
| Derrota   | 15-3   | Karl Roberson        | Decisión (dividida)                        | UFC Fight Night: de Randamie vs. Ladd  | 13 de julio de 2019      | 3     | 5:00   | Sacramento, California | |
| Victoria  | 15-2   | Marcio Alexandre Jr. | Sumisión (estrangulamiento por detrás)     | Future FC 4: Turman vs. Lyoto          | 19 de abril de 2019      | 1     | 3:10   | São Paulo              | |
| Victoria  | 14-2   | Rafael Atilio        | Decisión (unánime)                         | Imortal FC 10: Clash of the Titans     | 2 de diciembre de 2018   | 3     | 5:00   | Curitiba               | |
| Victoria  | 13-2   | Rodrigo Jesus        | Decisión (unánime)                         | Imortal FC 7                           | 11 de noviembre de 2017  | 3     | 5:00   | São José dos Pinhais   | Debut en el peso medio.                                                                                   |
| Victoria  | 12-2   | Sergio de Fatima     | Sumisión (estrangulamiento por guillotina) | Brave 8: The Rise of Champions         | 12 de agosto de 2017     | 1     | 1:27   | Curitiba               | |
| Derrota   | 11-2   | Carlston Harris      | Decisión (unánime)                         | Imortal FC 6                           | 10 de diciembre de 2016  | 1     | 1:27   | Curitiba               | |
| Victoria  | 11-1   | Dyego Roberto        | Decisión (unánime)                         | Imortal FC 5: Road to Pancrase         | 23 de julio de 2016      | 3     | 5:00   | São José dos Pinhais   | |
| Victoria  | 10-1   | Caio Rodrigues       | Sumisión (estrangulamiento por detrás)     | Imortal FC 4: Dynamite                 | 21 de mayo de 2016       | 1     | 2:09   | São José dos Pinhais   | |
| Victoria  | 9-1    | Cleiton Butiski      | TKO (puñetazos)                            | University of Champions 7              | 30 de enero de 2016      | 1     | 0:26   | Curitiba               | |
| Derrota   | 8-1    | Gian Siqueira        | Decisión (unánime)                         | XFC International 12                   | 28 de noviembre de 2015  | 3     | 5:00   | São Paulo              | |
| Victoria  | 8-0    | Josimar Lara         | Sumisión (estrangulamiento por detrás)     | Gladiator Combat Fight 14              | 4 de julio de 2015       | 1     | 1:37   | Curitiba               | |
| Victoria  | 7-0    | Ewerton Ferreira     | Decisión (unánime)                         | Max Fight 14                           | 28 de marzo de 2015      | 3     | 5:00   | Campinas               | |
| Victoria  | 6-0    | Diego Siqueira       | TKO                                        | Curitiba Fight Pro 3                   | 7 de marzo de 2015       | 1     | 1:56   | Curitiba               | |
| Victoria  | 5-0    | Leandro Vasconcelos  | Sumisión (estrangulamiento por guillotina) | Power Fight Extreme 12                 | 13 de diciembre de 2014  | 1     | 4:30   | Curitiba               | |
| Victoria  | 4-0    | Edivaldo Siqueira    | KO (puñetazos)                             | Arena Force 4                          | 11 de octubre de 2014    | 2     | 3:00   | Jaraguá do Sul         | |
| Victoria  | 3-0    | Thiago Nata          | TKO (puñetazos)                            | The Hill Fighters 4                    | 28 de septiembre de 2014 | 2     | 4:55   | São José dos Pinhais   | |
| Victoria  | 2-0    | Wellington Machado   | Sumisión (estrangulamiento por guillotina) | Striker's House Cup 41                 | 13 de septiembre de 2014 | 2     | 3:05   | Curitiba               | |
| Victoria  | 1-0    | Diego Pedroso        | Sumisión (estrangulamiento por detrás)     | Curitiba Fight Pro 2                   | 9 de agosto de 2014      | 2     | 1:15   | Curitiba               | Debut en el peso wélter.                                                                                  |